# Tỉnh tự trị Gorno-Altai
Tỉnh tự trị Gorno-Altai (tiếng Nga: Горно-Алтайская автономная область), tên cũ Tỉnh tự trị Oirot (tiếng Nga: Ойротская Автономная область), là một tỉnh tự trị của Liên Xô, ngày nay là Cộng hòa Altai, một chủ thể liên bang của Nga. Thủ đô là thành phố Gorno-Altaysk.
Nó được thành lập vào năm 1922, và được đổi tên vào năm 1948. Nó được chuyển thành một Cộng hòa Xã hội chủ nghĩa Xô viết tự trị vào năm 1990, không lâu trước khi Liên Xô sụp đổ.
Hành tinh nhỏ 2232 Altaj được phát hiện vào năm 1969 bởi nhà thiên văn học Liên Xô B. A. Burnasheva được đặt tên theo Altai.

## Lịch sử
Vào ngày 1 tháng 6 năm 1922, Tỉnh tự trị Oirot được thành lập, tách khỏi tỉnh Altai. Vào năm 1925, Ủy ban Chấp hành Trung ương toàn Nga quyết định thành lập vùng Siberia, bao gồm tỉnh tự trị này. Năm năm sau (1930), vùng Siberia bị tách thành các vùng Tây Siberia và Đông Siberia. Tỉnh tự trị Oirot nằm trong vùng Tây Siberia, và được đổi tên thành Tỉnh tự trị Gorno-Altai vào ngày 7 tháng 1 năm 1948. Năm 1990, khu vực này đã tuyên bố chủ quyền và được nâng cấp lên thành một Cộng hòa Xã hội chủ nghĩa Xô viết tự trị, và hai năm sau, nó trở thành Cộng hòa Altai.

## Dân số
Dân số Tỉnh tự trị Oirot theo các cuộc điều tra dân số:
| Năm  | Dân số  |
| ---- | ------- |
| 1939 | 76.566  |
| 1959 | 157.761 |
| 1970 | 168.261 |
| 1979 | 171.835 |
| 1989 | 191.649 |

## Người nổi tiếng
- Arzan Adarov (1932 - 2005) - nhà thơ, nhà văn, tác giả Quốc ca Cộng hòa Altai.